# Franco Rivasseau
Franco Daniel Rivasseau (Paraná, Entre Ríos, Argentina, 10 de julio de 1998) es un futbolista argentino que se desempeña en la posición de portero y actualmente es jugador de Los Andes de la Primera Nacional.

## Trayectoria
Hizo inferiores en Patronato y en junio de 2019 firma su primer contrato profesional de la mano del entonces entrenador Mario Sciacqua. En marzo de 2021 extiende su vínculo hasta finales de 2023, convirtiéndose en segundo arquero por detrás de Matías Ibáñez. Desde 2019 es titular en la reserva del "patrón" sin llegar todavía a debutar en primera.

## Clubes
| Club                                   | País      | Año         |
| -------------------------------------- | --------- | ----------- |
| Patronato                              | Argentina | 2019 - 2023 |
| Belgrano de Paraná (Cedido)            | Argentina | 2023        |
| Defensores de Pronunciamiento (Cedido) | Argentina | 2024        |
| Patronato                              | Argentina | 2024-2025   |
| Los Andes (Cedido)                     | Argentina | 2025        |

## Palmarés

### Torneos nacionales
| Título         | Club      | País      | Año  |
| -------------- | --------- | --------- | ---- |
| Copa Argentina | Patronato | Argentina | 2022 |